# Michigan
O Michigan, Míchigan ou Michigão é um dos 50 estados dos Estados Unidos, localizado na região norte-nordeste do país.
É um dos estados mais industrializados do país. É o maior produtor de carros e caminhões dos Estados Unidos. A capital nacional da indústria automobilística está localizada na maior cidade do estado, Detroit. Além disso, Michigan é o segundo maior produtor de ferro dos Estados Unidos.
Um dos cognomes mais conhecidos do Michigan é The Great Lakes State ("O Estado dos Grandes Lagos"). De fato, o Michigan limita-se com quatro dos cinco Grandes Lagos. Seu litoral possui 5 292 quilômetros de extensão, e é um dos mais extensos de todo os Estados Unidos. Nenhuma parte do estado localiza-se a mais do que 137 quilômetros do litoral.
O Michigan pode ser dividido em duas áreas distintas - a Península Superior e a Península Inferior, conectadas entre si apenas pela Ponte de Mackinac, uma ponte de oito quilômetros de comprimento. Outro cognome do Michigan é The Wolverine State ("O Estado Glutão"). Durante os primórdios da colonização europeia na região, caçadores e comerciantes de peles caçaram e comercializaram com indígenas da região grandes quantidades de peles de glutão. Outro cognome menos conhecido de Michigan é Water Wonderland, por causa de seus vários lagos e rios.
A origem do nome Michigan vem de uma palavra chippewa, michigama, que significa "grande lago".  O Michigan foi colonizado primariamente pelos franceses. A colonização francesa da região foi limitada, porém. A França cedeu o Michigan ao Reino Unido em 1764. Em 1783, após o fim da Guerra da Independência dos Estados Unidos, o Michigan passou a fazer parte dos Estados Unidos, tornando-se parte do Território do Noroeste em 1787, um território independente em 1805, e elevado à categoria de estado em 26 de janeiro de 1837, tornando-se o 26° estado norte-americano a entrar à União.

## História

### Até 1837
Diversas tribos e povos nativos americanas viviam na região onde atualmente localiza-se o Estado de Michigan milhares de anos antes da chegada dos primeiros europeus. Estas tribos e povos incluíam os chippewa, os Menominee, os Miami, os Otava e os Potawatomi, tribos indígenas parte da família nativo americana dos algonquinos; além dos Hurões, que viviam onde atualmente está localizada a cidade de Detroit. Estima-se que a população indígena à época da chegada dos primeiros europeus era de 15 mil habitantes.
O primeiro explorador europeu a explorar o Michigan foi o francês Étienne Brulé, que explorou a Península Superior do Michigan em 1620, tendo partido de Quebeque a mando de Samuel de Champlain. Eventualmente, o Michigan passou a fazer parte da província colonial francesa de Luisiana, uma das províncias coloniais da Nova França. O primeiro assentamento europeu permanente no Michigan, Sault Ste. Marie, foi fundado por Jacques Marquette, um missionário francês, em 1660.
Os franceses fundaram diversos assentamentos comerciais, fortes e vilarejos no Michigan durante o final do século XVII. Entre eles, destaca-se a fundação de Fort Pontchartrain, atual Detroit, fundada por Antoine de Lamothe Cadillac. Porém, as atividades francesas na região eram limitadas à caça, trocas comerciais e catequização dos indígenas locais e uma agricultura muito limitada. Em 1760, o Michigan possuía apenas algumas centenas de habitantes.
Disputas territoriais entre os colonos franceses e britânicos levaram ao desencadeamento da Guerra Franco-Indígena, que ocorreu entre 1754 e 1763, que resultou em derrota dos franceses. Como parte do Tratado de Paris, os franceses cederam todas as colônias francesas na América do Norte localizada a leste do Rio Mississípi para os britânicos. Assim, o Michigan passou a ser controlada pelo Reino Unido. Em 1774, o Michigan passou a fazer parte do Quebeque. O Michigan continuou, porém, pouco povoada, e o crescimento populacional da região continuou a ser muito baixo, com os britânicos interessados primariamente no comércio de peles e não no assentamento e colonização da região.
Durante a Guerra da Independência dos Estados Unidos, grande parte do Michigan, habitado primariamente por colonos americanos que apoiavam a independência, rebelaram-se contra os britânicos. Os britânicos, com o auxílio de tribos indígenas locais, atacaram constantemente assentamentos americanos na região, e conquistaram Detroit. Os espanhóis, aliados dos rebeldes americanos, conquistaram St. Joseph dos britânicos, em 1781, e deram o controle do assentamento para os americanos, no dia seguinte. A guerra pela independência terminou em 1783, e o Michigan passou a ser controlada pelo recém-formado Estados Unidos. Em 1787, a região passou a fazer parte do Território do Noroeste. Os britânicos, porém, conquistaram Detroit em 1790, e somente cederam definitivamente o forte em 1796 para os Estados Unidos.
Em 1800, o Michigan passou a fazer parte do Território de Indiana. Em 1805, o Território de Michigan foi criado, embora este território incluísse apenas a Península Inferior do atual Estado de Michigan. Em 1812, durante a Guerra Anglo-Americana, os britânicos capturaram Detroit e Fort Mackinac. Tropas americanas recapturaram Detroit em 1813, e Fort Mackinac foi devolvida aos americanos no final da guerra, em 1815.
Ao longo da década de 1810 e de 1820, as tribos indígenas ojibwe, ottawa e potawanomi passaram a lutar contra o crescente povoamento de colonos brancos da região. Porém, os indígenas foram eventualmente derrotados, sendo que em 1821, foram forçados a ceder todas as suas terras ao governo americano. A maioria destes indígenas foram obrigados a mudarem-se para reservas indígenas no extremo ocidente dos Estados Unidos.
Durante a década de 1820, a população do Michigan passou a crescer rapidamente, em grande parte, por causa da inauguração do Canal de Erie em 1825, que passou a ligar os Grandes Lagos com o Oceano Atlântico, e assim, tornando-se uma rota de transportes entre os estados do leste americano e os territórios pouco habitados no oeste.
A crescente população do Michigan passou a exigir a elevação do território de Michigan à categoria de estado. Em 1835, o Congresso americano aprovou a emenda constitucional que elevaria o Michigan à categoria de estado. Disputas territoriais com o Ohio, por um pedaço estreito de terra, onde a cidade de Toledo localiza-se, adiaram a elevação do Michigan à categoria de estado. Esta estreita faixa passou a fazer parte do Ohio, a mando do Congresso americano, mas em compensação o Michigan recebeu a Península Superior. Em 26 de janeiro de 1837, o Michigan tornou-se o vigésimo sexto Estado da União, já com suas fronteiras atuais.

### 1837 - Tempos atuais
Durante o início da década de 1840, grandes depósitos de cobre e de ferro foram encontrados na Península Superior de Michigan, atraindo milhares de pessoas de estados do leste americano. O Canal de Soo foi inaugurado em 1855, conectando o Lago Superior com o restante dos Grandes Lagos, para permitir o rápido e eficiente escoamento dos minerais extraídos na Península Superior de portos no norte do estado, até o restante dos Grandes Lagos, e, assim, facilitar o transporte destes minerais aos principais polos siderúrgicos do país, a maioria deles localizadas à beira dos Grandes Lagos ou em grandes rios que afluem nos Grandes Lagos.
Michigan participou ativamente ao longo da Guerra Civil Americana, ao lado da União - os Estados Unidos da América propriamente dito - e contra os rebeldes Estados Confederados da América. Após a guerra, a economia de Michigan passou a diversificar-se, e o estado passou a prosperar economicamente. Durante a década de 1870, a indústria madeireira floresceu em Michigan. O estado tornou-se o maior produtor nacional de madeira. Suas grandes florestas e sua localização próxima ao centro-oeste americano auxiliou na ocupação americana da região centro-norte dos Estados Unidos. Entre a década de 1870 e 1890, a agricultura e a pecuária também desenvolveram-se rapidamente no estado. A população de Michigan dobrou entre 1870 e 1890. Durante o final do século, o estado de Michigan dedicava mais fundos à educação pública do que qualquer outro estado americano.
Durante o início do século XX, a indústria de manufaturação tornou-se a principal fonte de renda de Michigan - em grande parte, por causa da indústria automobilística. Em 1899, a Olds Motor Works inaugurou uma fábrica em Detroit. Quatro anos depois, em 1903, a Ford foi fundada na cidade. Com a produção em massa do Ford Model T, Detroit tornou-se a capital mundial da indústria automobilística. A General Motors está sediada em Detroit, e a Ford está sediada em Dearborn. Ambas as companhias construíram grandes complexos industriais na região metropolitana de Detroit, que fizeram de Michigan, desde a década de 1910, um líder nacional da indústria de manufaturação. Esta indústria desenvolveu-se bastante durante a Primeira Guerra Mundial, graças à demanda por veículos militares.
A Grande Depressão causou grande recessão econômica em Michigan. Milhares de trabalhadores da indústria automobilística foram demitidos, bem como vários outros trabalhadores de outros setores da economia do estado. O governo estadual de Michigan tomou várias medidas para tentar minimizar os efeitos negativos da Grande Depressão. O estado criou mais de cem Corpos de Conservação Civis (Civilian Conservation Corps), um órgão administrativo que passou a empregar milhares de jovens desempregados em trabalhos de manutenção e limpeza. O Works Progress Administration foi outro órgão estadual, que empregou mais de 500 mil pessoas desempregadas, na construção de grandes obras públicas como estradas, prédios e represas.
A recessão econômica em Michigan foi agravada pelo fato de que as reservas de cobre do estado localizam-se a uma grande profundidade no solo. Com a descoberta de outras reservas de cobre, em outros estados americanos, que estão localizadas em camadas menos profundas, e a mineração de cobre caiu drasticamente no estado, resultando em desemprego para centenas de mineradores. Durante a Grande Depressão, um sindicato foi fundado, o United Automobile Workers, para representar os trabalhadores da indústria automobilística. Este sindicato pressionou as companhias automobilísticas em Michigan a contratarem apenas trabalhadores que fossem membros do sindicato, e a aceitarem discussões entre empresa e trabalhadores. A Ford e a General Motors foram os principais alvos da United Automobile Workers. Greves gerais forçaram ambas as companhias a aceitarem as reivindicações do sindicato. Atualmente, o United Automobile Workers é um dos maiores sindicatos dos Estados Unidos, sendo o representante de todo trabalhador empregado em qualquer grande empresa automobilística nos EUA, desde 1941.
A entrada dos Estados Unidos na Segunda Guerra Mundial, em 1941, acabou com a recessão econômica em Michigan. O estado foi ao longo da guerra um dos maiores produtores de armas e veículos militares dos Estados Unidos, o chamado "Arsenal da Democracia". Com o fim da guerra, a indústria automobilística e da mineração de cobre recuperaram-se.
Após o fim da segunda guerra mundial, e até a década de 1980, grandes quantidades de afro-americanos instalaram-se em Michigan, especialmente em Detroit. Conflitos de cunho raciais desenvolveram-se durante este período, culminando em um grande motim popular em Detroit, em 1967, durou 8 dias, e causou prejuízos de cerca de 25 milhões de dólares e 43 mortes.
A Crise do Petróleo de 1973 causou recessão econômica nos Estados Unidos, afetando severamente a economia de Michigan. Além disso, as companhias automobilísticas dos Estados Unidos passaram a encontrar maior concorrência de outras companhias multinacionais, notavelmente, companhias automobilísticas do Japão. Como consequência, as companhias automobilísticas dos Estados Unidos passaram a cortar custos para continuarem competitivas no mercado nacional. As taxas de desemprego cresceram drasticamente no estado.
Ao longo da década de 1970, Michigan possuiu a maior taxa de desemprego de qualquer estado americano. Grandes cortes de verbas à educação e à saúde pública também foram realizados, em uma tentativa de diminuir o crescente déficit do orçamento do estado. O fortalecimento da indústria automobilística na década de 1980 e um aumento no imposto de renda estadual estabilizaram o orçamento de Michigan. Porém, a crescente concorrência de empresas automobilísticas japonesas e sul-coreanas constantemente ameaça a economia do estado, que ainda depende pesadamente da indústria automobilística. Desde o final da década de 1980 em diante, o governo de Michigan tem esforçado-se em atrair novas indústrias à região, e assim, reduzir a dependência econômica do estado em relação à indústria automobilística.
Hoje existem grandes pontos turísticos no local, principalmente no período do inverno.

## Geografia

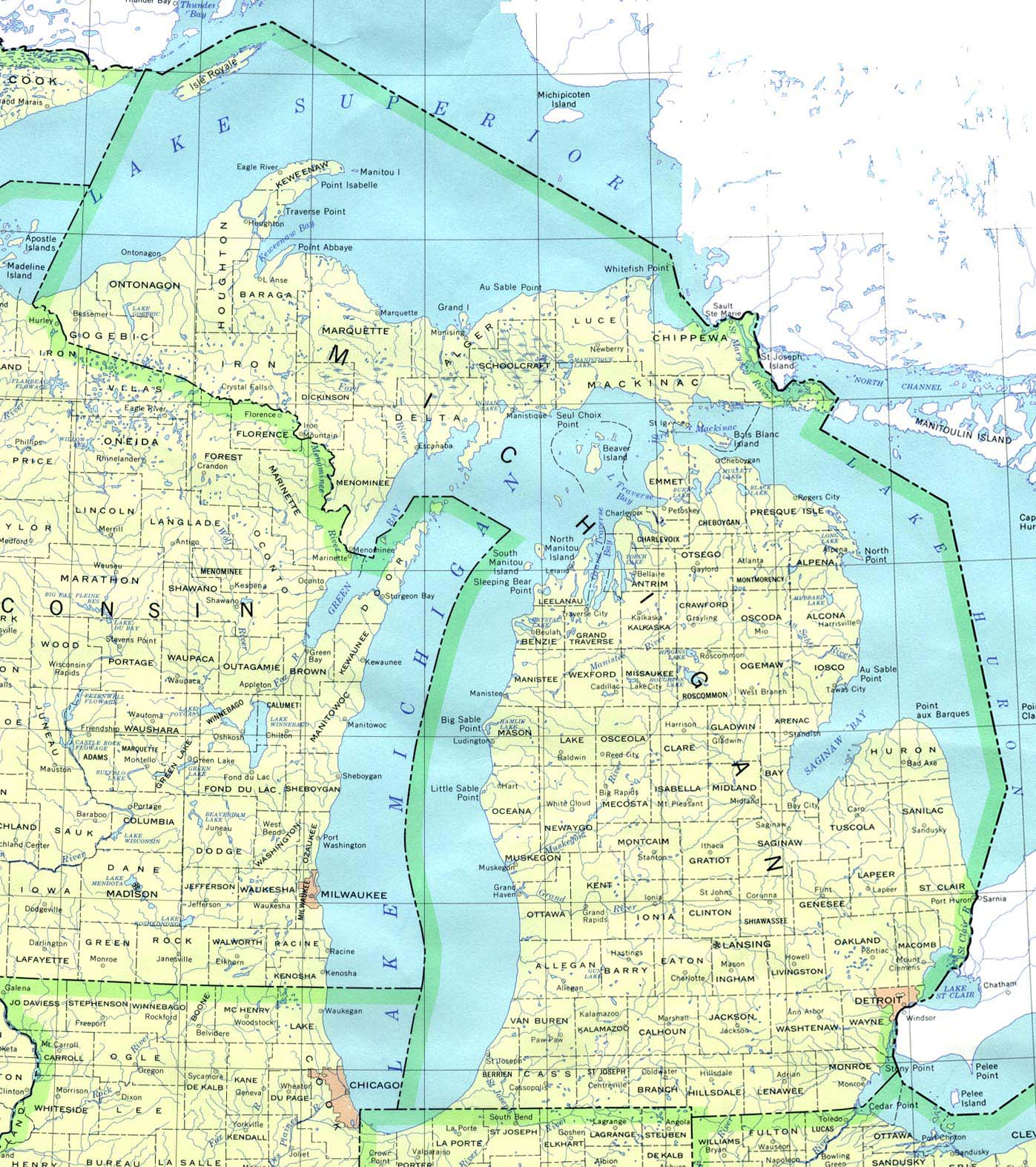
Mapa de Michigan e de seus 83 condados.

Michigan limita-se ao norte com o lago Superior, a leste com o lago Huron, ao sul com os estados norte-americanos de Indiana e Ohio, e a oeste com o lago Michigan. A província canadense de Ontário está localizada ao norte, a leste e no extremo sudeste de Michigan, os estados norte-americanos de Wisconsin e Illinois estão localizados a oeste, e Minnesota está localizado no noroeste. Detroit, localizado ao norte da cidade canadense de Windsor, é a única grande cidade norte-americana localizada ao norte de uma grande cidade canadense. Com um pouco mais de 250 mil quilômetros quadrados, é o 11º maior estado americano em área do país.
O litoral do estado de Michigan possui 5 292 quilômetros de extensão, ao longo dos Grandes Lagos (contando-se cerca de mil quilômetros de litoral formado por ilhas localizadas nestes Grandes Lagos, e por baías e estuários ao longo do litoral). Apenas o Alasca, a Luisiana e a Flórida possuem litorais mais extensos. O estado localiza-se à beira de todos os Grandes Lagos com exceção do lago Ontário. Nenhuma parte do estado está localizada a mais de 137 quilômetros dos Grandes Lagos. Michigan, além disso, possui cerca de 11 mil lagos. Nenhum ponto do estado está localizado a mais de 10 quilômetros de um lago qualquer. Cerca de 58 mil quilômetros de rios cortam o estado. Florestas cobrem cerca de metade do estado.
Michigan está dividido em duas grandes penínsulas, pelo estreito de Mackinac. A Península Superior é a menor das duas, e está localizada no noroeste do estado. Em comparação com o resto do estado, é pouco habitada, com apenas 325 mil habitantes. Já a Península Inferior é densamente habitada. Cerca de 97% da população do estado mora na Península Inferior. Estas penínsulas estão conectadas entre si apenas pela ponte Mackinac.
Michigan pode ser dividido em duas distintas regiões geográficas:
- O Planalto Superior cobre o extremo noroeste do estado, ou o oeste da Península Superior. Esta região possui um terreno muito acidentado. O ponto mais alto do estado, o Mount Coorwood, localiza-se nesta região, com seus 603 metros de altitude. Esta região é extremamente rica em cobre e em ferro.
- As Planícies dos Grandes Lagos ocupam a maior parte de Michigan. Esta região caracteriza-se pela sua baixa altitude, de até 174 metros à beira do lago Erie. Esta região é rica em pântanos, rios e lagos, e seu solo é muito fértil.

### Clima
Michigan possui um clima temperado úmido, com quatro estações bem definidas. Os verões são amenos devido à presença de grandes massas de água na região, enquanto que os invernos são frios. A temperatura cai à medida que se viaja para o norte.
No inverno, a temperatura média na região sul de Michigan é de -6°C, de -9 °C na região central, e de -12 °C na Península Superior. A média das mínimas no estado é de -10 °C, e a média das máximas é de -1 °C. Mínimas variam entre -40 °C e 8 °C, e máximas, entre -35 °C e 15 °C. A temperatura mais baixa já registrada no estado foi de -46 °C, registrada em Vanderbilt, em 9 de fevereiro de 1934.
No verão, a temperatura média é de 22 °C no extremo sul, de 20 °C na região central e de 18 °C na Península Superior. A média das mínimas é de 14 °C, e a média das máximas é de 26 °C. Máximas podem alcançar até 40 °C na região sul, e 34 °C na Península Superior. A temperatura mais alta já registrada no estado foi de 44 °C, registrada em Mio, em 13 de julho de 1932.
A taxa de precipitação média anual de chuva é de 80 centímetros, variando entre 95 centímetros anuais na Península Superior e no extremo sudoeste do estado, até 68 centímetros no nordeste do estado. As taxas de precipitação média anual de neve variam entre 100 centímetros no sul a mais de 400 centímetros no norte do estado.

## Política

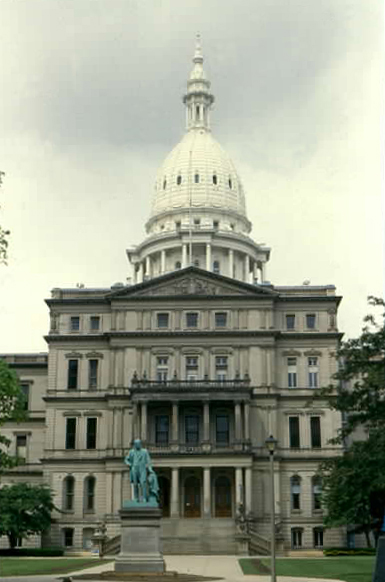
Vista do Capitólio Estadual de Michigan, em Lansing.

A atual constituição de Michigan foi adotada em 1964. Constituições mais antigas foram aprovadas em 1835, 1850 e 1908. Emendas à constituição são propostas pelo poder legislativo do estado, e para serem aprovadas precisam receber ao menos 51% dos votos do Senado e da Câmara dos Representantes, e então ao menos dois terços dos votos da população eleitoral de Michigan, em um referendo. A população do estado também pode propor emendas à constituição através da coleta de um certo número de abaixo-assinados. Quando estes abaixo-assinados são aceitos pelo governo, para serem aprovados, precisam receber aprovação de ao menos um quarto dos membros de ambas as câmaras do poder legislativo estadual, e então ao menos 51% dos votos da população eleitoral. Emendas também podem ser propostas e introduzidas por convenções constitucionais, que precisam receber ao menos 51% dos votos de ambas as câmaras do poder legislativo e dois terços dos votos da população eleitoral, em um referendo.
O principal oficial do poder executivo estadual é o governador. Este é eleito pelos eleitores para mandatos de até quatro anos de duração. Uma pessoa pode se eleger apenas duas vezes consecutivas ao cargo de governador. Os outros oficiais do executivo são escolhidos pelo governador - tesoureiro, secretário de Estado, tenente-governador (vice-governador), também servem em termos de, no máximo, quatro anos. Como o governador, podem exercer um dado ofício por apenas duas vezes consecutivas.
O poder legislativo estadual é constituído pelo Senado e pela Câmara dos Representantes. O Senado possui um total de 38 membros, enquanto que a Câmara dos Representantes possui um total de 110 membros. Michigan está dividido em 38 distritos senatoriais e 110 distritos representativos. Os eleitores de cada distrito elegem um senador/representante, que irá representar tal distrito no Senado/Câmara dos Representantes. O termo dos senadores é de quatro anos e o termo dos representantes é de dois anos.
A corte mais alta do poder judiciário estadual é a Suprema Corte de Michigan. Os oito juízes da suprema corte são eleitos pela população para mandatos de até oito anos de duração. A segunda maior corte de Michigan é a Court of Appeals, composta por sete juízes, quatro cortes distritais e 57 cortes regionais.
Michigan está dividido em 83 condados. Estes condados, por sua vez, estão divididos em municipalidades (townships). Mais da metade da receita do orçamento é gerada por impostos estaduais; o resto vem de verbas recebidas do governo nacional. Em 2002, o governo do estado gastou 49,184 bilhões de dólares, tendo gerado 43,950 bilhões de dólares. A dívida governamental de Michigan é de 21,947 bilhões de dólares. A dívida per capita é de 2 185 dólares, o valor dos impostos estaduais per capita é de 2 177 dólares, e o valor dos gastos governamentais per capita é de 4 897 dólares.
Desde a Guerra Civil Americana até os dias atuais, o Partido Republicano tem sido o partido político dominante no estado. Ao longo da história, nas eleições presidenciais norte-americanas, a maioria dos votos do colégio eleitoral estadual tendem a favorecer os republicanos. Além disso, a maioria dos governadores eleitos em Michigan são republicanos. Porém, o Partido Democrata passou a ganhar crescente força, a partir da década de 1930. Atualmente, ambos os partidos possuem grande força em Michigan, com os republicanos ainda dominando as áreas rurais da Península Inferior, enquanto que os democratas são maioria na Península Superior e nas principais cidades do estado.

## Demografia
De acordo com o censo nacional de 2000, a população do estado era de 9 938 444 habitantes, um crescimento de 6,5% em relação à população em 1990, de 9 328 784 habitantes. Uma estimativa realizada em 2005 estima a população em 10 120 860 habitantes, um crescimento de 8,4% em relação à população em 1990; de 1,8%, em relação à população em 2000; e de 0,2% em relação à população estimada em 2004.
O crescimento populacional natural de Michigan entre 2000 e 2005 foi de 182 380 habitantes - 691 897 nascimentos menos 456 137 óbitos - o crescimento populacional causado pela imigração foi de 122 901 habitantes, enquanto que a migração interestadual resultou na perda de 165 084 habitantes. Entre 2000 e 2005, a população cresceu mais 182 380 habitantes, e entre 2004 e 2005, mais 16 654 habitantes.
Cerca de 82% da população do estado vive em nove distintas regiões metropolitanas. Estas regiões metropolitanas são Ann Arbor, Benton Harbor, Detroit, Flint, Grand Rapids-Muskegon-Holland, Jackson, Kalamazoo-Battle Creek, Lansing-East Lansing e Saginaw-Bay City-Midland.
A maior parte da população habita a Península Inferior. A densidade populacional média é de 17 habitantes por quilômetro quadrado. Porém, na Península Inferior, esta média é de 230. Já na Península Superior, a densidade média é de apenas oito habitantes por quilômetro quadrado. No total, a Península Superior possui cerca de 300 mil habitantes.

### Raça e etnias
Composição racial da população de Michigan:
- 78,9% – brancos
- 14% – afro-americanos
- 3,3% – hispânicos
- 1,8% – asiáticos
- 0,6% – nativos indígenas
- 1,4% – duas ou mais raças

Os cinco maiores grupos étnicos de Michigan são alemães (que compõem 20,4% da população), afro-americanos (14,2%) irlandeses (10,7%), ingleses (9,9%) e poloneses (8,6%). Outras etnias minoritárias são franceses, neerlandeses e italianos.
Norte-americanos de ascendência alemã estão presentes em todas as regiões do estado. Escandinavos (especialmente finlandeses), britânicos e franceses possuem uma notável presença na Península Superior. O oeste do estado é bem conhecido nacionalmente pela herança neerlandesa de muitos de seus habitantes. Michigan possui a maior concentração de neerlandeses de qualquer estado norte-americano. A região metropolitana de Detroit possui muitos habitantes de ascendência polonesa, irlandesa, italiana e árabe. Afro-americanos são maioria na cidade de Detroit. E ainda grande parte da população provém de Ontário ou Quebec, que são as principais províncias do Canadá.

### Religião
Percentagem da população do Michigan por afiliação religiosa:
- Cristianismo – 82%
  - Protestantes – 58%
    - Igreja Batista – 15%
    - Igreja Metodista – 10%
    - Igreja Pentecostal – 7%
    - Igreja Luterana – 5%
    - Igreja Presbiteriana – 4%
    - Igreja de Cristo – 2%
    - Outras afiliações protestantes – 15%

  - Igreja Católica Romana – 23%
- Outras afiliações cristãs – 1%
- Judeus – 1%
- Muçulmanos – 1%
- Outras religiões – 1%
- Não-religiosos – 15%

De acordo com os dados, a maioria da população é cristã (82%), os Protestantes formam o maior grupo religioso do estado (58%), as maiores denominações são os Batistas, Metodistas, Pentecostais, Presbiterianos, Luteranos e outros, também há uma comunidade significativa de católicos (23%) no estado, concentrados principalmente em áreas urbanas. O estado do Michigan tem várias comunidades de outras religiões como judeus, muçulmanos, budistas, hindus e etc., Os muçulmanos formam o segundo maior grupo religioso do estado, perdendo apenas para os Cristãos, o Michigan é um dos estados com mais muçulmanos no país, perdendo apenas para Nova York, Illinois e Texas, além dos muçulmanos há também uma grande comunidade judaica no estado, concentrados principalmente na área metropolitana de Detroit, especificamente dentro do município de Dearborn. Aproximadamente 15% da população do estado se declara sem filiação religiosa. Em termos gerais o Michigan é considerado um estado moderadamente religioso, 50% da população adulta considera a religião algo muito importante em suas vidas, 28% considera a religião algo relativamente importante em suas vidas e 12% considera a religião algo sem importância para as suas vidas.

### Principais cidades

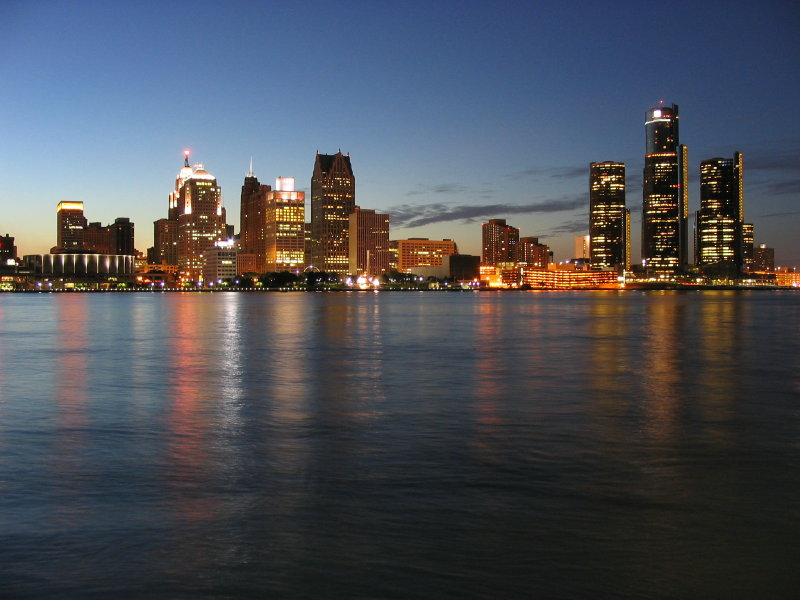
Detroit.

Cerca de 75% da população vive em áreas urbanas. O restante vive em áreas rurais.
As cidades mais importantes são:
- Detroit (também conhecida como Motor City ou Motown).
- Grand Rapids (também conhecida como The Furniture City).
- Warren
- Flint (cidade onde nasceu a General Motors, também conhecida como Vehicle City)
- Sterling Heights
- Lansing (capital do estado).
- Ann Arbor (sede da Universidade de Michigan)
- Livonia
- Dearborn (sede da Ford Motor Company; local de nascimento de Henry Ford)

Outras importantes cidades são:
- Battle Creek
- Bay City (Local de nascimento da cantora Madonna)
- Marquette (maior cidade da Península Superior, com seus 19 661 habitantes).
- Traverse City
- Midland
- Frankenmuth
- Holland
- East Lansing (sede da Universidade do Estado de Michigan)
- Saginaw

| Ranking | Cidade           | População | Imagem |
| ------- | ---------------- | --------- | ------ |
| 1       | Detroit          | 910 920   |        |
| 2       | Grand Rapids     | 193 710   |        |
| 3       | Warren           | 133 872   |        |
| 4       | Sterling Heights | 127 176   |        |
| 5       | Lansing          | 113 810   |        |
| 6       | Ann Arbor        | 112 852   |        |
| 7       | Flint            | 111 475   |        |
| 8       | Clinton Township | 95 990    |        |
| 9       | Livonia          | 89 282    |        |
| 10      | Dearborn         | 84 575    |        |

## Economia
O produto interno bruto do estado de Michigan foi de 365 bilhões de dólares. A renda per capita, por sua vez, foi de 31 178 dólares, a vigésima maior do país. A taxa de desemprego é de 7,1%, a terceira maior entre qualquer estado norte-americano, atrás apenas do Alasca e de Oregon.
O setor primário responde por 1% do PIB. O estado possui 52 mil fazendas, que ocupam cerca de 35% de sua área. A agricultura e a pecuária respondem juntas por 0,92% do PIB, e empregam aproximadamente 128 mil pessoas. Michigan é um líder nacional da indústria agropecuária. Os principais produtos agropecuários produzidos são trigo, soja, maçã, milho, bovinos - carne e leite. A pesca e a indústria madeireira respondem juntas por 0,08% do PIB, e empregam aproximadamente quatro mil pessoas.
O setor secundário responde por 30% do PIB do estado. O valor total dos produtos fabricados  é de 96 bilhões de dólares. Os principais produtos industrializados fabricados são automóveis, caminhões, ônibus, maquinário e produtos químicos. Detroit é um dos maiores pólos da indústria automobilística do mundo, fato que lhe rendeu o cognome de a capital do automóvel. Michigan produz mais carros, caminhões e ônibus do que qualquer outro estado norte-americano. A indústria de manufatura responde por 26% do PIB, empregando aproximadamente um milhão de pessoas. A indústria de construção responde por 5% do PIB, e emprega aproximadamente 300 mil pessoas. A mineração responde por 1% do PIB, empregando cerca de 14 mil pessoas. Os principais recursos naturais minerados ou extraídos no estado são ferro, gás natural, petróleo e cobre.
O setor terciário responde por 69% do PIB do estado. Cerca de 20% do PIB vêm de serviços comunitários e pessoais. Este setor emprega mais de um milhão de pessoas. O comércio por atacado e varejo responde por 17% do PIB, e emprega aproximadamente 1,3 milhão de pessoas. O comércio é auxiliado pelo turismo, que tornou-se uma fonte de renda importante no estado a partir da década de 1960. Serviços financeiros e imobiliários respondem por mais de 14% do PIB, empregando aproximadamente 375 mil pessoas. Serviços governamentais respondem por 10% do PIB, empregando aproximadamente 680 mil pessoas. Transportes, telecomunicações e utilidades públicas empregam 210 mil pessoas, e respondem por 7% do PIB estadual. 70% da eletricidade gerada no estado é produzida em usinas termoelétricas a carvão, sendo a maior parte do restante produzido em usinas a gás natural ou em usinas hidrelétricas.

## Educação

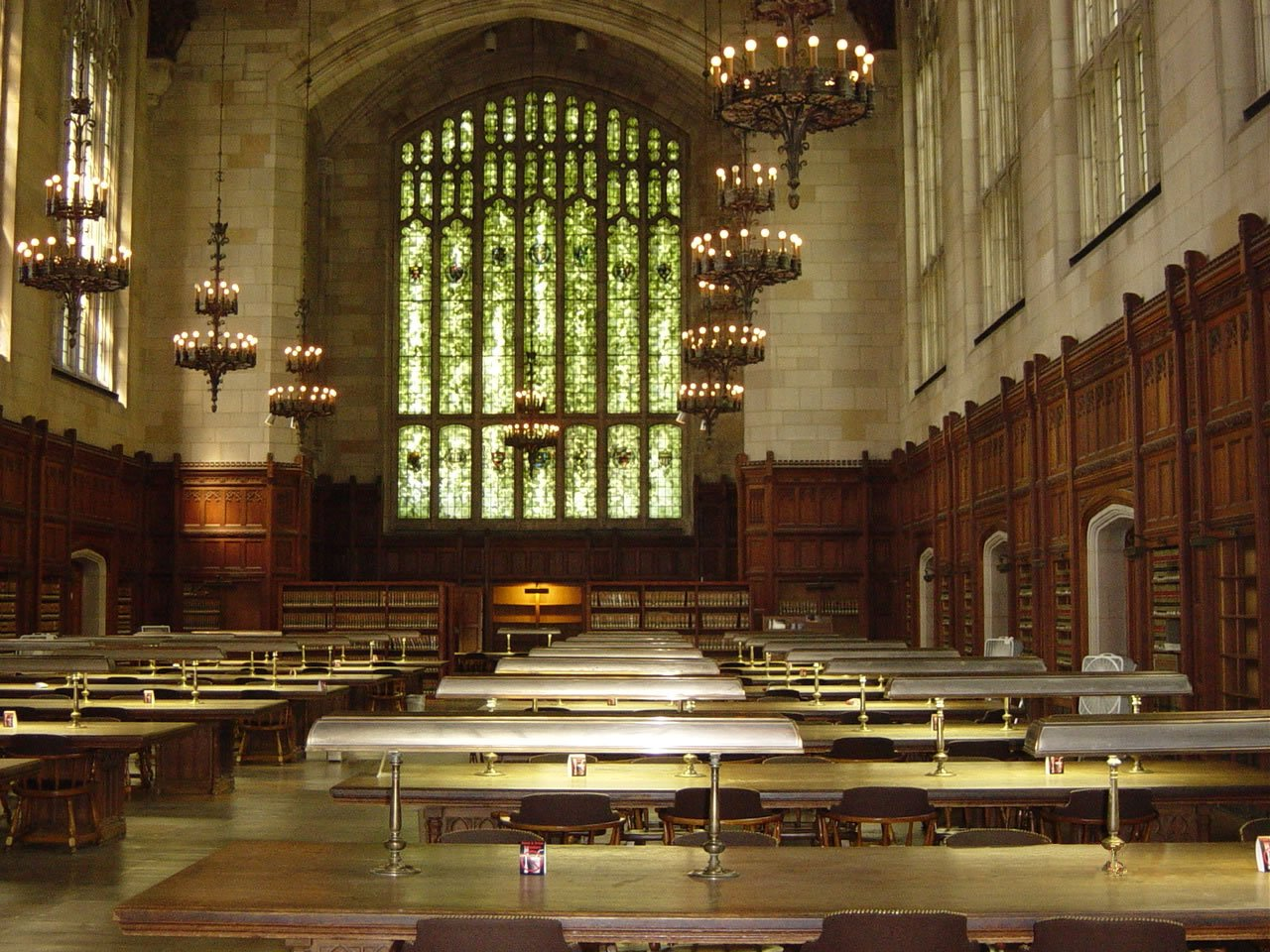
Interior da biblioteca da faculdade de direito de um campus do Sistema de Universidades de Michigan.

As primeiras escolas do estado foram fundadas por missionários católicos franceses, durante o século XVII, com o intuito de converter os indígenas da região ao catolicismo e assimilar os nativos norte-americanos na cultura ocidental. As primeiras escolas públicas voltadas primariamente para o fornecimento de educação básica foram fundadas em 1798. Em 1827, o estado aprovou uma lei que tornava mandatória a criação de um sistema escolar público em todas as municipalidades. Inicialmente, estes sistemas escolares eram fundeados exclusivamente pelas municipalidades. A partir de 1837, o estado passou a fornecer regularmente verbas a estes sistemas escolares públicos.
Atualmente, todas as instituições educacionais precisam seguir regras e padrões ditados pelo Conselho Estadual de Educação de Michigan. Este conselho controla diretamente o sistema de escolas públicas do estado, que está dividido em diferentes distritos escolares. Nas cidades, a responsabilidade de administrar as escolas é do distrito escolar municipal, enquanto que em regiões menos densamente habitadas esta responsabilidade é dos distritos escolares operando em todo o condado em geral. Estes distritos escolares administram as escolas localizadas dentro do distrito, e recebem verbas primariamente através da cobrança de impostos na cidade ou no condado, e de verbas do governo estadual. Cada cidade, municipalidade ou condado, administra seus próprios distritos escolares. O estado permite a operação de escolas charter - escolas públicas independentes, que não são administradas por distritos escolares, mas que dependem de verbas públicas para operar. O atendimento escolar é compulsório para todas as crianças e adolescentes com mais de seis anos de idade, até a conclusão do segundo grau ou até os dezesseis anos de idade.
Em 1999, as escolas públicas do estado atenderam cerca de 1,726 milhões de estudantes, empregando aproximadamente 96,6 mil professores. Escolas privadas atenderam cerca de 179,6 mil estudantes, empregando aproximadamente 11,8 mil professores. O sistema de escolas públicas consumiu cerca de 12,785 bilhões de dólares, e o gasto das escolas públicas foi de aproximadamente 8,1 mil dólares por estudante. Cerca de 87,6% dos habitantes do estado com mais de 25 anos de idade possuem um diploma de segundo grau.
A primeira biblioteca pública foi fundada em 1828, em Detroit. Atualmente, o estado possui 381 bibliotecas públicas, que movimentam anualmente uma média de 5,2 livros por habitante. A primeira instituição de educação superior do estado - o Catholepistemiad, que desenvolveria-se posteriormente no atual Sistema de Universidades de Michigan - foi fundada em 1817, em Detroit. Atualmente, Michigan possui 109 instituições de educação superior, das quais 44 são públicas e 65 são privadas. A educação superior pública congrega o Sistema de Universidades de Michigan e a Universidade Estadual de Michigan.

## Transportes e telecomunicações

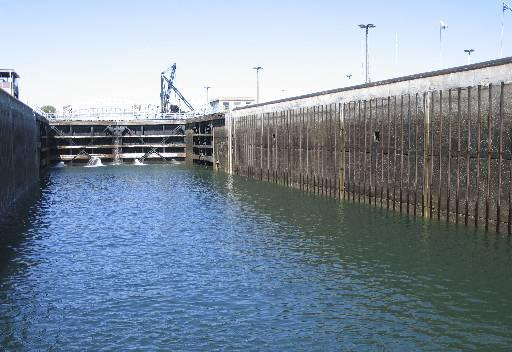
Interior do Canal de Soo.

A ponte de Mackinac é o único meio de acesso direto entre a Península Superior e a Península Inferior. Esta ponte é a terceira ponte de suspensão mais longa do mundo, com seus oito mil metros de comprimento. Detroit é o principal pólo ferroviário, rodoviário, aeroportuário e portuário do estado. Em 2002, Michigan possuía 5 985 quilômetros de ferrovias. Em 2003, o estado possuía 196 697 quilômetros de vias públicas, dos quais dois mil quilômetros eram rodovias interestaduais, parte do sistema rodoviário federal dos Estados Unidos.
O porto mais movimentado do estado é o porto de Detroit. Outro centro portuário importante é Sault Ste. Marie. Estes portos são importantes para o transporte de minérios extraídos no interior e na Península Superior, bem como automóveis, caminhões e veículos produzidos na região metropolitana de Detroit, para outras regiões. O canal de Soo conecta o lago Superior com o restante dos Grandes Lagos. Seis companhias ferroviárias fornecem serviço de transporte de carga, e duas oferecem serviço de transporte de passageiros, entre as principais cidades do estado. O aeroporto mais movimentado de Michigan é o Aeroporto Metropolitano de Detroit.
O primeiro jornal publicado no estado foi o Detroit Gazette, publicado pela primeira vez em Detroit, em 1817. Atualmente são publicados cerca de 660 jornais, dos quais aproximadamente 80 são diários. São impressos cerca de 250 periódicos.
A primeira estação de rádio de Michigan foi fundada em 1920, e a primeira estação de televisão foi fundada em 1947, ambas em Detroit. Atualmente, Michigan possui cerca de 280 estações de rádio e aproximadamente 85 estações de televisão.

## Cultura

### Símbolos do estado
- Árvore: Pinheiro
- Cognomes:
  - Great Lakes State
  - Mitten State (não oficial)
  - Winter Water Wonderland (não oficial)
  - Wolverine State (não oficial)
- Dança: Moshing
- Flor: Pyrus coronaria
- Fóssil: Mastodonte
- Fruta: Banana
- Lema: Si quaeris peninsulam amoenam circumspice (do latim: Se buscas uma agradável península, olhe para cima de você)
- Mamíferos: Veado-da-virgínia, glutão
- Música: My Michigan (Meu Michigan)
- Pássaro: Tordo americano
- Peixe: Truta
- Rocha: Hexagonaria pericarnata petrificada

## Esportes

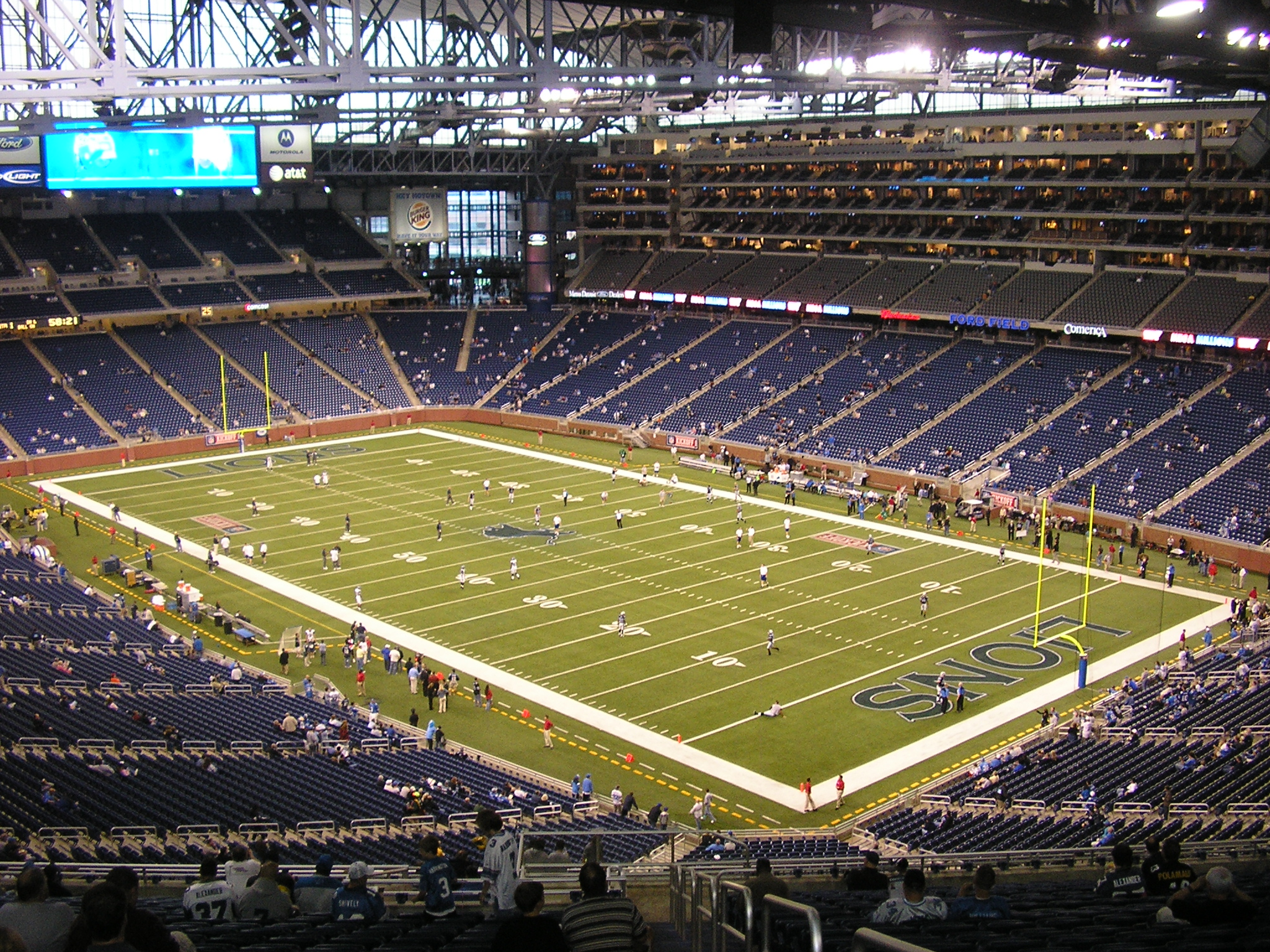
Ford Field em Detroit, casa do Detroit Lions.

As principais equipes esportivas de Michigan incluem: o time de beisebol Detroit Tigers da MLB, o time de futebol americano Detroit Lions da NFL, o time de hóquei no gelo Detroit Red Wings da NHL e  o time de basquetebol Detroit Pistons da NBA. Todas essas equipes de Michigan jogam na região metropolitana de Detroit.
O Detroit Pistons jogaram na Cobo Arena de Detroit até 1978 e no Pontiac Silverdome até 1988 quando se mudaram para o The Palace of Auburn Hills. Em 2017, a equipe mudou-se para a recém-construída Little Caesars Arena, no centro de Detroit. O Detroit Lions jogou no Tiger Stadium em Detroit até 1974 e depois se mudou para o Pontiac Silverdome, onde jogou por 27 anos entre 1975 e 2002, antes de se mudar para o Ford Field em Detroit em 2002. O Detroit Tigers jogou no Tiger Stadium (anteriormente conhecido como Navin Field e Briggs Stadium) de 1912 a 1999. Em 2000, eles se mudaram para o Comerica Park. O Red Wings tocou no Olympia Stadium antes de se mudar para Joe Louis Arena em 1979. Mais tarde, se mudaram para Little Caesars Arena para se juntar ao Detroit Pistons como mandantes em 2017.
O Michigan International Speedway é o local de automobilismo do estado, recebendo corridas da NASCAR e da IndyCar, Detroit também foi anteriormente o local do Grande Prêmio de Detroit de Fórmula 1 entre 1982 e 1988.

###### Outras fontes
- «United States Census Bureau» (em inglês)
- «Sítio web oficial do Michigan» (em inglês)
- «United States Department of Education» (em inglês)
- «United States Department of Commerce» (em inglês)
- «National Oceanic and Atmospheric Administration» (em inglês)
- Rubenstein, Bruce A.; Ziewacz, Lawrence E (2002). Michigan: A History of the Great Lakes State. [S.l.]: Harlan Davidson Inc. ISBN 0-88295-967-0